# Озеро Цзинбо (Титан)
Цзинбо (англ. Jingpo Lacus) — углеводородное озеро в северном полушарии Титана, самого крупного спутника Сатурна. Координаты центра — 73° с. ш. 24° в. д. / 73° с. ш. 24° в. д.. Названо в честь земного озера Цзинпоху, расположенного в Китае. Это название было утверждено Международным астрономическим союзом 29 марта 2010 года.
Длина озера составляет 240 км, ширина — около 70 км, площадь — 20 800 км2. Сопоставимо по размерам с озером Онтарио (Титан), длина которого составляет 235 км, и с земным Онежским озером. Цзинбо является крупнейшим резервуаром с жидкостью на Титане после морей (Кракена, Лигеи и Пунги).
Как и остальные озёра Титана, состоит из жидких углеводородов (в основном из метана, этана и пропана).
8 июля 2009 года космический аппарат «Кассини» заснял в инфракрасном диапазоне (на длинах волн около 5 мкм, для которых атмосфера Титана относительно прозрачна) отражение солнечного излучения от поверхности озера. Это позволило подтвердить наличие в северной полярной области Титана больших объёмов жидкости. В связи с этим объект и получил имя китайского озера Цзинпоху, название которого означает «Зеркальное озеро», хотя обычно озёрам Титана дают названия земных исходя из сходства формы. На основе интенсивности отражённого излучения было установлено, что наклон поверхности волн в озере не превышает 0,15° (что на два порядка меньше, чем в земных океанах), а возможно, даже 0,05°. Впоследствии были зарегистрированы подобные отражения и от других озёр и морей Титана, что позволило получить некоторые данные о пропорции метана и этана, показателе преломления, характеристиках волн в озёрах, а также о спектре пропускания атмосферы спутника.

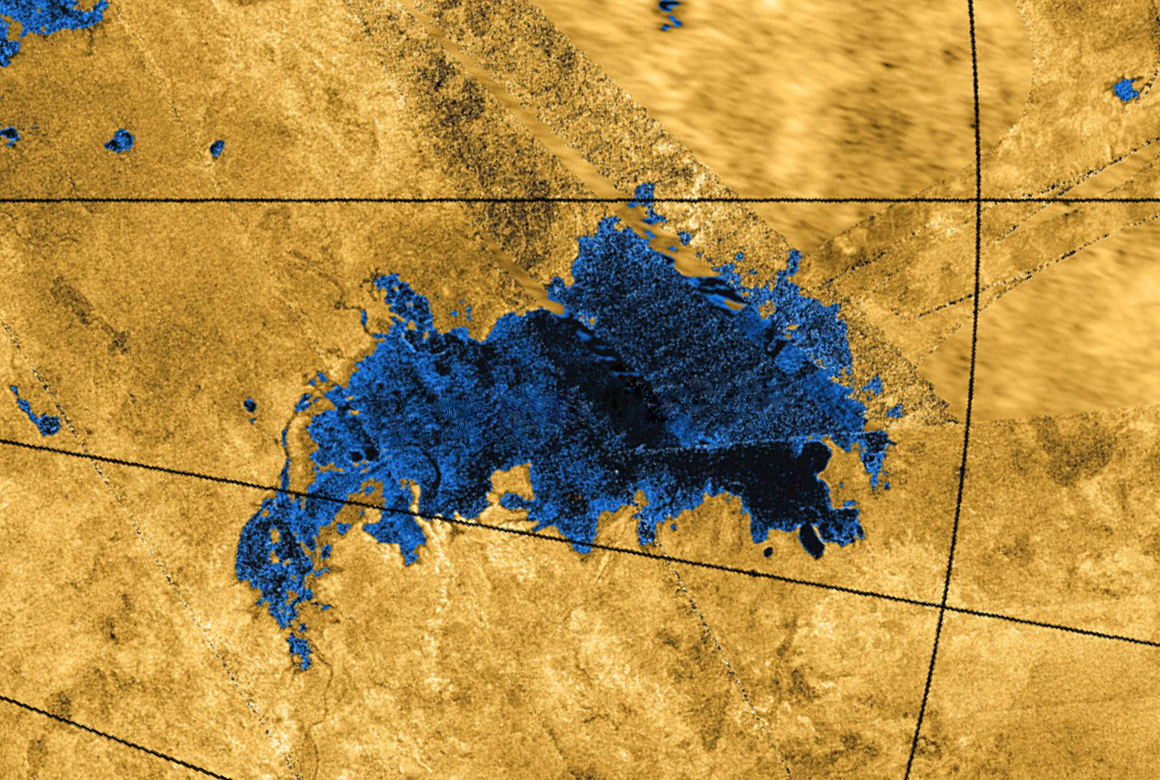
Изображение, основанное на радиолокационном зондировании аппаратом «Кассини» (псевдоцвета)
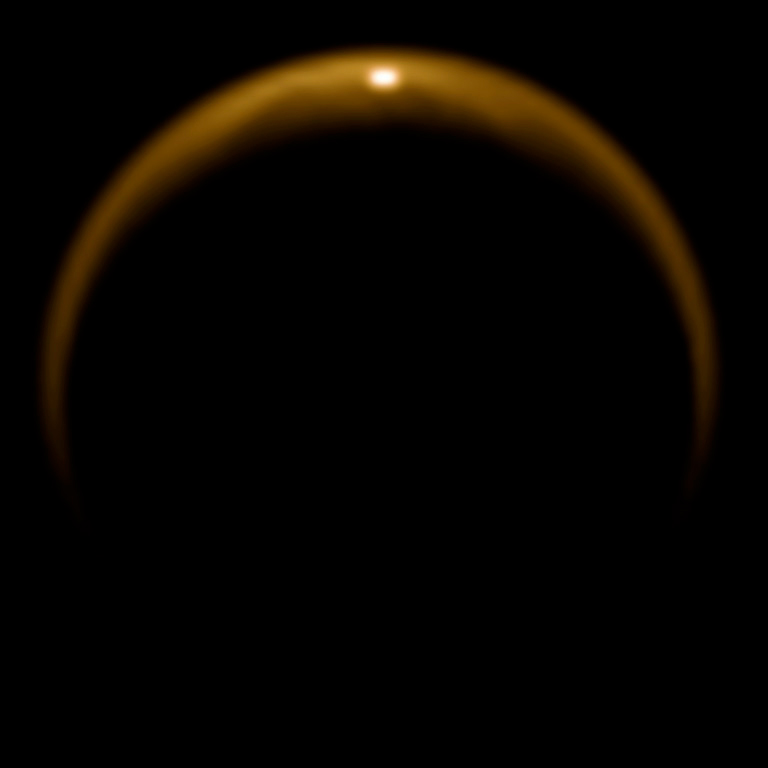
Блик на поверхности озера (снимок «Кассини» на длине волны 5 мкм, 8 июля 2009)